# Алленн-ле-Обурден
Алле́нн-ле-Обурде́н (фр. Hallennes-lez-Haubourdin) — коммуна во Франции, регион О-де-Франс, департамент Нор, округ Лилль, кантон Лилль-6. Пригород Лилля, расположен в 8 км к западу от центра города.
Население (2017) — 4 436 человек.

## Достопримечательности
- Церковь Святого Ведаста XII—XV веков, памятник истории. Башня церкви с годами разрушилась и была восстановлена только в 1994—1996 гг.
- Особняк Шато д’Алленн — построен в 1502 году в стиле фламандского ренессанса. Является частной собственностью, в настоящее время недоступен для посещения

## Экономика
Структура занятости населения:
- сельское хозяйство — 0,0 %
- промышленность — 9,6 %
- строительство — 11,7 %
- торговля, транспорт и сфера услуг — 57,9 %
- государственные и муниципальные службы — 20,8 %

Уровень безработицы (2017) — 10,5 % (Франция в целом — 13,4 %, департамент Нор — 17,6 %). 

Среднегодовой доход на 1 человека, евро (2017) — 22 410 (Франция в целом — 21 110, департамент Нор — 19 490).

## Демография
Динамика численности населения, чел.

## Администрация
Пост мэра Алленн-ле-Обурдена с 2007 года занимает Андре По (André Pau). На муниципальных выборах 2020 года возглавляемый им правый список был единственным.
| Период | Период | Фамилия       | Партия        | Примечания |
| ------ | ------ | ------------- | ------------- | ---------- |
| 1954   | 1989   | Пьер Ромме    | Разные правые |            |
| 1989   | 1995   | Жак Бек       | Разные правые |            |
| 1995   | 2007   | Патрик Женель | Разные правые |            |
| 2007   |        | Андре По      | Разные правые |            |

## Ссылки

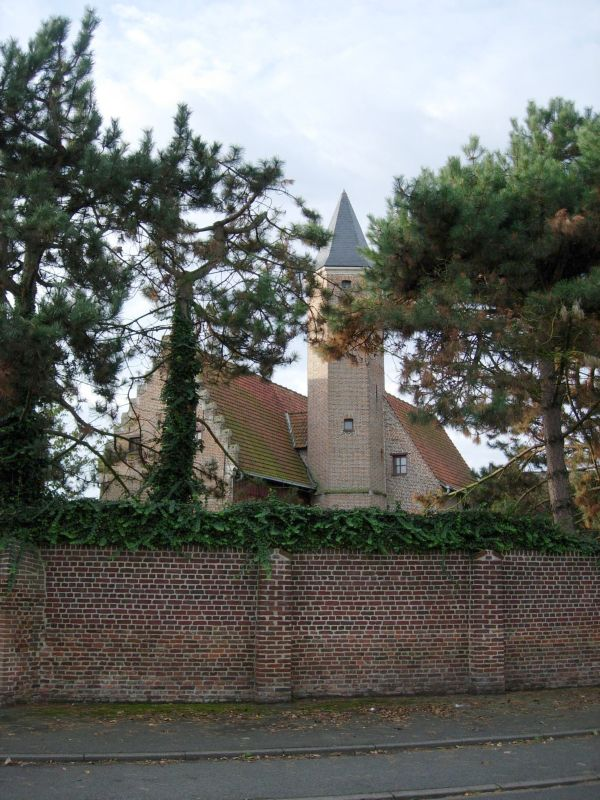
Шато д'Алленн